# 布達佩斯希爾頓酒店
布達佩斯希爾頓酒店（Hilton Budapest），是匈牙利首都布達佩斯的一間五星級酒店，位於被列為聯合國教科文組織世界文化遺產的「布達城堡區」。酒店品牌為希爾頓，由丹烏比斯酒店集團營運。
這家酒店建築包含了13世紀的多米尼加修道院建築物，而布達佩斯頗負盛名的漁人堡及馬加什教堂皆在酒店附近。
2012年，該酒店被列為貓途鷹十大最佳房間景觀飯店中的第五名。